# Microcyclas
Microcyclas is een geslacht van uitgestorven weekdieren uit de  familie van de Valvatidae.

## Soorten
- Microcyclas lamellosa Raspail, 1909 †